# Џош Ланјон
Дајана Килијан (енгл. Diana Killian), позната по псеудониму Џош Ланјон (енгл. Josh Lanyon), јесте америчка књижевница мистерија и криминалистичких романа намењених геј мушкарцама. Написала је преко сто наслова, а њена дела су преведена на четрнаест језика. Најпознатија је по серијалу Мистерије Адријeна Инглиша. Дуго се веровало да је књижевница мушкарац.
Живи и раду у Лос Анђелесу. Добитница је награде Ламбда за жанр мистерија.

## Мистерије Адријана Инглиша
Мистерије Адријeна Инглиша су серијал од 5 криминалистичких романа. Главни ликови су власник књижаре Адријан, геј мушкарац, који организује књижевни клуб посвећен убиствима и кримићима, да би био увучен у право убиство када његов стари пријатељ буде убијен. Други главни лик је полицајац Џејк Риордан, који покушава да заштити Адријена и успут се заљуби у њега. 
Списак књига из серијала:
- Фаталне сенке (2000)[6]
- Опасне ствари (2002)
- Пакао кажеш (2006)
- Смрт краља гусара (2008)
- Мрачна плима (2009)